# Gonatas
Gonatas es un género de coleóptero de la familia Passalidae.

## Especies
Las especies de este género son:
- Gonatas altidens Heller, 1910
- Gonatas brevis Kuwert, 1898
- Gonatas carolinensis Gravely, 1918
- Gonatas cetioides Zang, 1905
- Gonatas germari (Kaup, 1868)
- Gonatas hebridalis Boucher, 1991
- Gonatas intermedius Hincks, 1938
- Gonatas minimus Kuwert, 1891
- Gonatas minor Gravely, 1918
- Gonatas naviculator (Percheron, 1844)
- Gonatas odiosus Kuwert, 1891
- Gonatas pumilio (Kaup, 1868)
- Gonatas schellongi Kuwert, 1891
- Gonatas tenimbrensis Gravely, 1918
- Gonatas vanuatuensis Boucher, 1991